# Allianoi

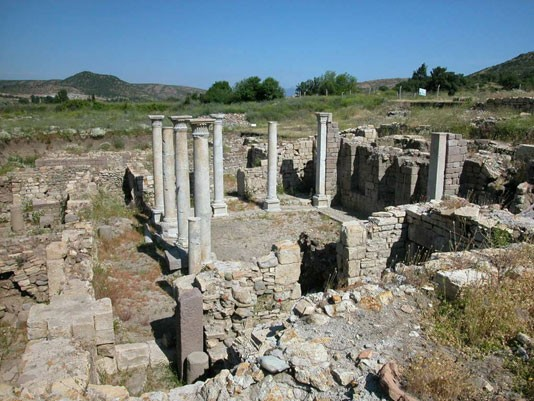
Sanatorium von Allianoi mit Innenhof
(frühes Ausgrabungsstadium)

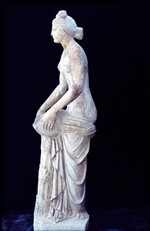
Quellnymphe

Allianoi (griechisch Ἀλλιανοί (m. pl.)) ist ein ausgedehnter antiker Kurort, der 18 Kilometer nordöstlich von Pergamon in der türkischen Provinz İzmir am Paşa-Ilıcası-Thermalbad liegt. Der antike Ort ist hervorragend erhalten. Er war akut durch die Errichtung eines Staudammes bedroht, der am 15. November 2005 geflutet werden sollte. Am 29. Oktober 2005 hatte die zuständige Denkmalschutzbehörde in İzmir einer Klage gegen die Überflutung von Allianoi stattgegeben. Der Yortanlı-Staudamm durfte solange nicht geflutet werden, bis die erforderlichen Schutzmaßnahmen für den antiken Ort abgeschlossen waren. Im Januar 2007 wurde bekannt, dass derselbe Ausschuss der Behörde in einer nichtöffentlichen Sitzung seinen Beschluss revidiert hatte. Allianoi konnte nun erneut jederzeit geflutet werden. Ein heftig umstrittenes Gutachten, das der Wasserbehörde seit Oktober 2007 vorlag, empfahl die sofortige Inbetriebnahme des Staudamms.
Im Dezember 2008 wurde der Yortanlı-Staudamm in Betrieb genommen, die Mosaiken sollten notdürftig mit Sand abgedeckt werden für die nächsten fünf Jahrzehnte Betriebsdauer. Inzwischen ist die antike Stadt überflutet worden.

## Geschichte

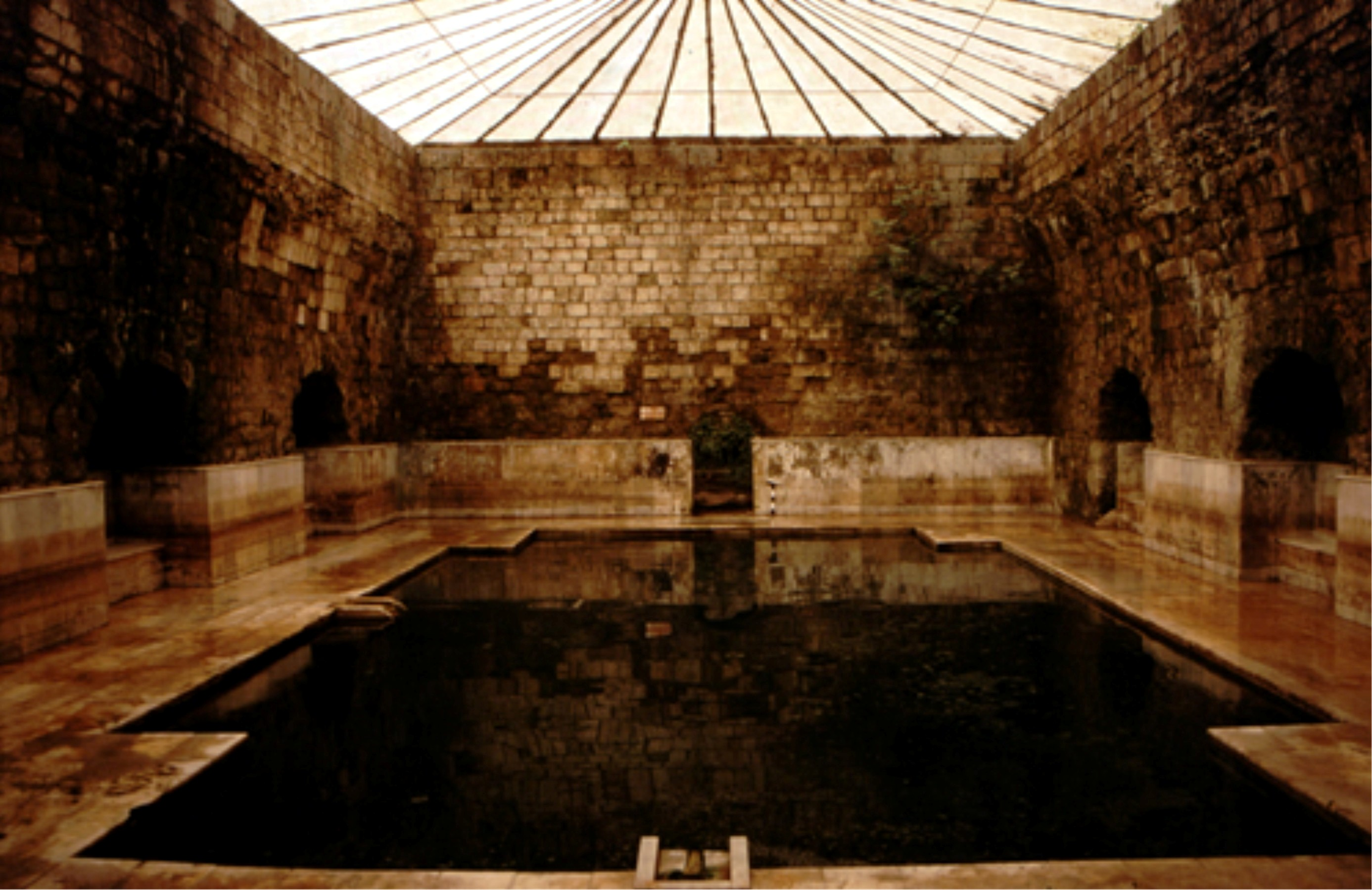
Marmorgetäfelte Badetherme im nördlichen Bereich von Allianoi
(mit provisorischer Überdachung)

Allianoi wurde erstmals in späthellenistischer Zeit besiedelt. In seiner heutigen Form entstand es aber durch ein großes Bauprogramm während der Regierungszeit von Kaiser Hadrian (117 n. Chr. bis 138 n. Chr.). Unter den Byzantinern wurden Gebäude über denen der römischen Periode errichtet und blieben bis in das 11. bis 12. Jahrhundert in Gebrauch. In römischer und auch in byzantinischer Zeit wurde der Badeort von einer städtischen, wohlhabenden Bevölkerung aufgesucht. Einzelne Badequellen wurden sogar bis in die 1950er Jahre von der lokalen Bevölkerung genutzt.
Der antike Kurort wurde vom Epigraphiker Helmut Müller von der Kommission für Alte Geschichte und Epigraphik des Deutschen Archäologischen Instituts als Allianoi identifiziert. In seinen Hieroi Logoi (ἰεροί λόγοι „Heilige Berichte“) beschrieb der Römer Aelius Aristides eine Behandlung, die er dort erfuhr. Der im 2. Jahrhundert n. Chr. lebende Rhetor schilderte darin seine Erkrankungen und wundersamen Heilungen. Die Forschung betrachtet Allianoi als einen von weltweit fünf Orten mit einem Asklepieion – einem antiken Heilbad, das man nach Asklepios (Ἀσκλήπιος, latinisiert Aesculapius), dem Gott der Heilkunst benannte.

## Die Thermen

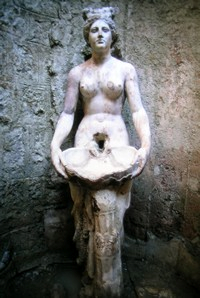
Die Quellnymphe wurde zu einem Symbol der Rettungskampagne für Allianoi

Verschiedene Baderäume waren durch einen langen unterirdischen Wassertunnel miteinander verbunden. Sie sind ungewöhnlich vollständig und gut erhalten, da große Teile der archäologischen Stätte durch Alluvialboden (Schwemmland) bedeckt waren. Ein weiterer Höhepunkt der Ausgrabungen war eine fast unversehrt gefundene, anderthalb Meter große Marmorstatue einer Quellnymphe, sie wird als Aphrodite gedeutet.
Die heißen Quellen von Allianoi haben eine Temperatur von 45 bis 50 °C. Bis 2004 wurde eine Fläche von 40.000 Quadratmetern freigelegt. Grabungsleiter Yaraş schätzt diesen Anteil auf höchstens 10 oder 20 Prozent der Gesamtfläche des historischen Stadtgebiets. Das wichtigste Gebäude ist das nördliche Thermalbad, das eine Fläche von 9.700 Quadratmetern bedeckte. Weitere entdeckte Strukturen sind Brücken, Straßen aus Marmorsteinen, Geschäfte, öffentliche Brunnen, kunstvoll verzierte Tore und Häuser mit vollständig erhaltenen, farbigen geometrischen Mosaiken aus der römischen Periode. Der byzantinischen Ära werden Unterkünfte am Stadtrand zugeordnet, eine Basilika, Kapellen und Nekropolen. Fundgegenstände waren in reicher Anzahl zu verzeichnen, so etwa mehrere hundert Tonwaren (Öllämpchen, Geschirr) und seltene Glasbrennöfen. Alle Häuser waren an ein Wasserleitungssystem angeschlossen. Unter den Fundstücken sind Skulpturen, Keramiken, Metall, Knochen und Glasobjekte und eine große Anzahl Münzen.
Ein weiteres markantes Gebäude ist ein Krankenhaus mit Innenhof und Kolonnaden, umgeben von miteinander verbundenen Behandlungszimmern. Alle Räume haben einen individuellen Mosaikboden und einen Zugang zum Säulenhof, in dessen Mitte einst ein Brunnen lag. Erkenntlich wurde der Gebäudezweck an den antiken medizinischen Instrumenten, eine Seltenheit in der Archäologie.

## Bedrohung durch Staudamm
Allianoi sollte am 15. November 2005 mit bis zu 17 Meter Wasser vom ab dann aufgestauten Yortanlı-Staudamm bedeckt werden, der nach dem Bach Yortanlı benannt wurde. Der Damm befindet sich nur wenige hundert Meter von Allianoi entfernt. Im Gespräch war nach Angaben von Yaraş auch eine angebliche Öffnung der Schleusen durch Premierminister Erdoğan persönlich. Nach einer Meldung von Agence France-Presse hat das Wasser am 22. Februar 2011 nach Schließung der Tore des Stausees die Ruinen von Allianoi erreicht. Die Proteste der Staudammgegner sollen jedoch nach Aussage ihres Anwalts weitergehen, da mit der Flutung noch vor Ende des Rechtsstreits begonnen wurde. Trotz des Rechtsstreits begann am 31. Dezember 2010 die Flutung des Sees, der Allianoi schließlich versinken ließ.

### Notgrabungen
Unter Kenntnis der Baupläne führte man daher 1994 Notgrabungen an einer Stelle durch, die schon lange als prachtvolle Anlage von Paşa Ilıcası bekannt war. Seit 1998 leitet die Ausgrabungen im Auftrag des türkischen Kulturministeriums Ahmet Yaraş mit seinem Archäologenteam und mit Unterstützung des Deutschen Archäologischen Instituts. Das Team hat die Unterstützung des Kulturministeriums, der staatlichen Wasserverwaltung, Philip Morris Sabancı, der Bergama Yortanlı Rettungsgesellschaft und der Thrakienuniversität (Edirne). Fundstücke aus Allianoi werden im Archäologischen Museum Bergama gesammelt.
Die EU fördert die Rettung dieser archäologischen Stätte in ihrem Programm „Kultur 2000“.
Auch die paneuropäische Erbe-Föderation Europa Nostra, eine 200 Nichtstaatliche Organisationen umfassende Dachorganisation, beschloss, sich der Förderung mit eigenen Mitteln anzuschließen. Zusammen mit der UNESCO appellierte der Europäische Rat am 10. März 2005 an den türkischen Außenminister Abdullah Gül, die erneute unwiederbringliche Zerstörung eines Teils des gemeinsamen kulturellen Erbes zu verhindern. Der Brief ist bis heute unbeantwortet geblieben.
Wie schon zuvor bei anderen Staudammprojekten in den 1990er Jahren (Hasankeyf, Zeugma) drängte die türkische Regierung auf eine Flutung der archäologischen Grabung. Keinesfalls wolle man für eine Rettung oder Abdeckung mit Lehm zur Sicherung die Inbetriebnahme des Staudamms aufhalten.
Siehe auch: Südostanatolien-Projekt (Güneydoğu Anadolu Projesi – GAP)

### Prozess
Gegen den geplanten Verlauf des Staudamms haben im Juli 2005 der Grabungsleiter Yaraş und ein Zusammenschluss aus 73 Privatpersonen und Vereinen eine Gerichtsklage angestrengt. Die Kläger beriefen sich dabei erfolgreich auf ein Gesetz aus dem Jahre 2001, worunter auch diese Grabungsstätte offiziell als „bewahrenswertes Kulturgut ersten Ranges“ gilt. Damit war nach geltendem türkischen Recht eine Flutung nicht gestattet.
Die Bürgerinitiative verlangt die Verlegung des Staudamms. Der heutige Verlauf sei ausdrücklich auf Wunsch der lokalen Großgrundbesitzer zustande gekommen, nur um ihre Felder zu schützen. Im Gegensatz zu den Staudämmen im kurdischen Südosten dient dieser Stausee nicht der Stromgewinnung, sondern der Bewässerung landwirtschaftlicher Nutzflächen. Durch eine neue Entscheidung der zuständigen Denkmalschutzbehörde wurde die Inbetriebnahme des Staudammes am 29. Oktober 2005 vorübergehend untersagt. Ohne Schutzmaßnahmen für Allianoi durfte der Damm zunächst nicht mehr geflutet werden.

### Alternativen
Yaraş plädiert für eine Rekonstruktion des antiken Badeorts und seine Umwandlung in ein Freilichtmuseum. Von den Einnahmen aus dem Tourismusgeschäft könnten mehr Einheimische besser leben als mit der bewässerten Landwirtschaft, die hier nur den Großgrundbesitzern zugutekommt. Weiterhin haben türkische Landvermesser vorgeschlagen, die Dammkrone tiefer zurückzubauen und Allianoi durch zwei massive Schutzmauern vor dem Stauwasser zu schützen. Ein unterirdischer Tunnel verbände dann die dadurch entstandenen beiden Seen wieder zu einem See. Dieser Vorschlag wurde von den Behörden ignoriert.

### Revision des Flutungsverbots
Der Beschluss des Flutungsstopps vom 29. Oktober 2005 wurde Ende 2006 vom selben Ausschuss heimlich wieder aufgehoben, was erst Ende Januar 2007 bekannt wurde. Vertreter der Allianoi-Schutzinitiative vermuten politischen Druck. So wollte die Regierung damit den Wählern im ländlichen Raum gegenüber vor der türkischen Parlamentswahl im November 2007 „Tatkraft zeigen“. Gegen den nichtöffentlichten Beschluss legte Grabungsleiter Yaraş erneut Einspruch ein, diesmal jedoch ohne die Gewissheit einer aufschiebenden Wirkung. Mehr Wirkung erhoffe man sich durch die Berichterstattung der Medien und durch die Gremien der EU – leider ohne Erfolg.

## Zitate
„Eine vom Regenwasser angeschwemmte Humusschicht hat die Räume der Stadt gefüllt und gut konserviert. Trotz der späteren Nutzung der Anlage in der byzantinischen Zeit ist alles in ausgezeichnetem Zustand. So etwas ist im ägäischen Raum eine Seltenheit. Die Rekonstruktion der Stadt wäre ohne weiteres möglich. Ihre Architektur ist genauso gut erhalten wie die von Pompeji.“

„Nur noch wenige Meter Wasser trennen Allianoi von der Vernichtung. Doch das beeindruckt die türkischen Behörden nicht. Sie wollen den Staudamm planmäßig in einem Jahr fertigstellen. Das Ausgrabungsteam von Allianoi wiederum versucht zu retten, was zu retten ist.
Aber es sieht nicht gut aus für die Zukunft von Allianoi. Wenn nicht doch noch etwas geschieht, wird in der Türkei wieder einmal eine historische Stätte unter Wassermassen begraben – ohne je richtig erforscht worden zu sein.“

## Filmographie
- Schätze im nassen Grab. (Memento vom 17. Juni 2004 im Internet Archive) Dokumentation, 45 Min., Regie und Buch: Halil Gülbeyaz, Produktion: NDR, Erstausstrahlung: 23. September 2003.
(Diese Dokumentation erhielt beim „Internationalen Filmfestival in Parma“ 2004 den ersten Preis des „Prix Leonardo“.)
- Allianoi, Dokumentation, 55 Min., Regie und Buch: Halil Gülbeyaz, Produktion: NDR, ARTE, Erstausstrahlung: 25. März 2006.

## Belege
1. ↑  Ausgrabungsort Allianoi soll geflutet werden, Die Welt, 11. März 2008.
2. 1 2 3  Allianoi ist unter Wasser, (Memento des Originals vom 28. März 2016 im Internet Archive)  Info: Der Archivlink wurde automatisch eingesetzt und noch nicht geprüft. Bitte prüfe Original- und Archivlink gemäß Anleitung und entferne dann diesen Hinweis. Doğan Haber Ajansı, 22. Dezember 2011.
3. ↑  Helmut Müller: Allianoi. Zur Identifizierung eines antiken Kurbades im Hinterland von Pergamon. In: Istanbuler Mitteilungen 54, 2004, S. 215–225.
4. ↑  Forscher schlagen Alarm: Türkei ertränkt ihr antikes Erbe, Der Standard, 24. Januar 2007.
 „Umweltschützer in der nahen Großstadt İzmir wollen gegen den Beschluss vor Gericht ziehen, der laut Yaraş schon Ende vergangenen Jahres gefasst, bis jetzt aber verheimlicht worden war. Hinter der plötzlichen Eile bei der Flutung des Staudamms vermuten die Allianoi-Anhänger politische Motive. Vor der türkischen Parlamentswahl im November wolle die Regierung den Wählern im ländlichen Raum gegenüber Tatkraft zeigen“, sagt Yaraş. „Für die Wissenschaft aber wäre es ein schwerer Verlust.“
5. ↑  Schätze im nassen Grab, (Memento vom 17. Juni 2004 im Internet Archive) NDR, 3. Dezember 2002.
6. ↑  Pergamon: Stadt und Landschaft, (Memento vom 10. November 2010 im Internet Archive) Deutsches Archäologisches Institut (DAI)

Koordinaten: 39° 14′ N, 27° 18′ O